# Natalia Zagrjazjskaja

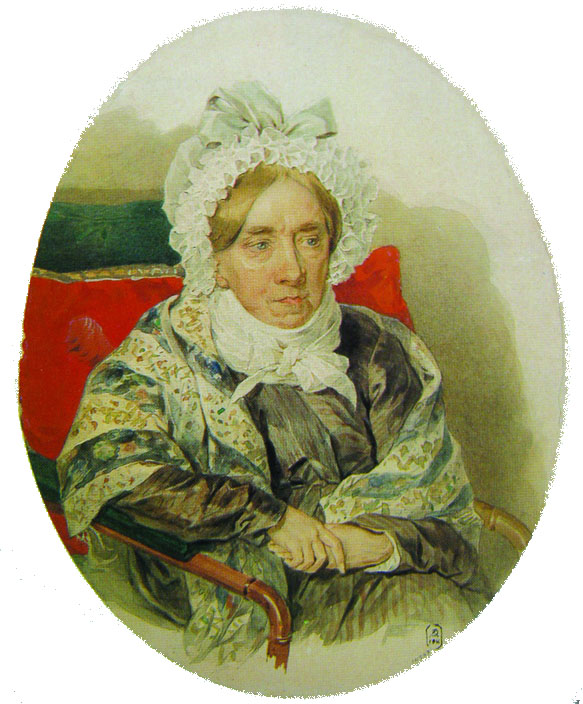
Natalia Zagrjazjskaja, 1820-talet.

Natalia Kirillovna Zagrjazjskaja, född Razumovskaja 5 september 1747, död 19 maj 1837, var en rysk hovdam, filantrop och salongsvärd.
Äldsta barn till hetman greve Kirill Razumovskij (1724-1803), ordförande i ryska vetenskapsakademien, och Jekaterina Ivanova Narysjkina (1729-1771). Hon var som barn mycket bortskämd men också begåvad, och fick en för sin tid ovanligt god utbildning - det sades att hon talade bättre franska än ryska. Hon hade ett nära förhållande till sina bröder, som kallade henne siren, och agerade mellanhand till föräldrarna. Hon blev hovdam till Katarina den stora 1762 och fick till skillnad från övriga hovdamer bo hemma.
24 oktober 1772 gifte hon sig av kärlek med Nikolai Aleksandrovitj Zagrjazjskogo (1743 - 1821), en officer ur Izmailovskij-regementet. Förhållandet tog snart slut och makarna levde sedan separerade. Hon ansågs inte vacker men kultiverad, charmerande och ett underhållande sällskap och var en viktig medlem av huvudstadens societetsliv från 1770-talet ända fram till sin död. Hon fick 1798 Katarinaorden och var en vän till kejsarinnan Maria Fjodorovna. Hon var ofta värd för medlemmar av tsarfamiljen och var känd för att framgångsrikt kunna be dem om tjänster till andra och utövade en del välgörenhet. I hennes salong mottogs poeterna Vasilij Zjukovskij, Pjotr Vjazemskij och Aleksandr Pusjkin, och nämns i den tidens memoarer. 
Hon adopterade sin systerdotter Maria, som hon gjorde till arvinge och gifte bort; Maria fick 1812 en dotter, Natalia Gontjarova, som blev gift med Aleksandr Pusjkin.